# Hewitt, Texas
Hewitt là một thành phố thuộc quận McLennan, tiểu bang Texas, Hoa Kỳ. Năm 2010, dân số của xã này là 13549 người.

## Dân số
- Dân số năm 2000: 11085 người.
- Dân số năm 2010: 13549 người.